# The First Noel
The First Noel (tedy doslova „První Vánoce,“ někdy též The First Nowell či jenom Noel) je tradiční anglická vánoční koleda, původem nejspíše z oblasti Cornwallu (i když tvary Nowell a Noel jsou srovnatelným s francouzským Noël, a tak je koledě někdy nesprávně připisován francouzský původ). Koleda pochází nejspíše z 16. až 18. století a ve své současné podobě byla poprvé vydána v roce 1823 ve sborníku Some Ancient Christmas Carols, který redigoval William B. Sandys a Davies Gilbert.
česká coververze
Pod názvem „A svátky jsou“ s textem Pavla Vrby ji v roce 2010 nazpívali Lucie Bílá a Karel Gott. S originálním textem pořídil nahrávku Karel Gott již v roce 1969 pro své historicky nejprodávanější album Vánoce ve zlaté Praze.

## Text
The first Noel the angels did say
Was to certain poor shepherds in fields as they lay;
In fields where they lay, keeping their sheep,
On a cold winter's night that was so deep:
refrén
Noel, Noel, Noel, Noel,
Born is the King of Israel.
They lookèd up and saw a star,
Shining in the east, beyond them far:
And to the earth it gave great light,
And so it continued both day and night:
And by the light of that same star,
Three Wise Men came from country far;
To seek for a King was their intent,
And to follow the star wheresoever it went:
This star drew nigh to the north-west;
O'er Bethlehem it took its rest;
And there it did both stop and stay
Right over the place where Jesus lay:
Then entered in those Wise Men three,
Fell reverently upon their knee,
And offered there in his presence,
Their gold and myrrh and frankincense:
Then let us all with one accord
Sing praises to our heavenly Lord
That hath made heaven and earth of nought,
And with his blood mankind hath bought: